# 禄峒镇
禄峒乡，是中华人民共和国广西壮族自治区百色市靖西市下辖的一个乡镇级行政单位。

## 行政区划
禄峒乡下辖以下地区：
禄峒村、耀峨村、福进村、大金村、标亮村、弄华村、吉乐村、农贡村、平江村、大院村、小瑞村、荣劳村、伏龙村、四院村、怀利村、怀龙村、古汤村、大史村、凌准村、思候村、大慈村、远猛村和必隆村。